# USS Chester (CL-1)
USS Chester (CS-1) — крейсер-скаут флота США времён Первой мировой войны, головной корабль типа «Честер».

## История создания
«Честер» был построен на верфи Bath Iron Works, Бат, Мэн, спущен на воду 26 июня 1907 года, «окрещён» мисс D. W. Sproul. Вошёл в строй 26 апреля 1908 года под командованием коммандера H. B. Wilson.

## История службы
Служил учебным кораблём, представлял интересы США в карибском регионе. В 1912 году был послан сопровождать пароход «Карпатия», который подобрал выживших с «Титаника».
Во время Первой мировой войны эскортировал конвои между Гибралтаром и Плимутом. В сентябре 1918 года безуспешно пытался протаранить немецкую подлодку. После окончания войны служил для транспортировки комиссий по разоружению, в апреле 1919 года отплыл из Бреста, Франция, в США с ветеранами войны на борту.
10 июня 1921 года выведен из эксплуатации, в 1928 году переименован в «Йорк», в 1930 году продан для разделки на металл.